# دومينيك زاردي
ولد دومينيك زاردي ، واسمه الحقيقي إميل كوهين زاردي 2 في باريس  ، وتوفي في 13  ، هو ممثل وصحفي وكاتب ومؤلف الأغاني الفرنسية.

## روابط خارجية
- دومينيك زاردي على موقع IMDb (الإنجليزية)
- دومينيك زاردي على موقع ألو سيني (الفرنسية)
- دومينيك زاردي على موقع أول موفي (الإنجليزية)
- دومينيك زاردي على موقع قاعدة بيانات الأفلام السويدية (السويدية)
- دومينيك زاردي على موقع قاعدة بيانات الفيلم (الإنجليزية)
- دومينيك زاردي على موقع كينوبويسك (الروسية)